# Korcivka, Krasîliv
Korcivka (în ucraineană Корчівка) este o comună în raionul Krasîliv, regiunea Hmelnîțkîi, Ucraina, formată numai din satul de reședință.

## Demografie
Componența lingvistică a comunei Korcivka
     Ucraineană (99,49%)
     Alte limbi (0,13%)
Conform recensământului din 2001, majoritatea populației comunei Korcivka era vorbitoare de ucraineană (99,49%), existând în minoritate și vorbitori de alte limbi.